# La Villedieu-en-Fontenette
La Villedieu-en-Fontenette is een gemeente in het Franse departement Haute-Saône (regio Bourgogne-Franche-Comté) en telt 187 inwoners (2011). De plaats maakt deel uit van het arrondissement Lure.

## Geografie
De oppervlakte van La Villedieu-en-Fontenette bedraagt 9,8 km², de bevolkingsdichtheid is 19,1 inwoners per km².
De onderstaande kaart toont de ligging van La Villedieu-en-Fontenette met de belangrijkste infrastructuur en aangrenzende gemeenten.

## Demografie
Onderstaande figuur toont het verloop van het inwonertal (bron: INSEE-tellingen).

1. ↑  Populations de référence 2022.